# 驼背非鲫属
駝背非鯽屬，是條鰭魚綱䲁形目麗魚科下的一個屬。

## 分類
本屬屬於褶唇麗魚亞科，目前被認可的種如下：
- 橫帶駝背非鯽 Cyphotilapia frontosa
- 駝背非鯽 Cyphotilapia gibberosa